# Nymphomaniac
Nymphomaniac er en todelt erotisk kunstfilm fra 2013, skrevet og instrueret af Lars von Trier.
Filmen er den sidste i Triers uofficielle Depressions-trilogi, forudgået af Antichrist i 2009 og Melancholia i 2011.

## Handling
Filmen fortæller, historien om den ældre charmerende ungkarl Seligman, der en kold vinteraften finder Joe tævet til ukendelighed i en gyde. Han tager hende med hjem for at pleje hende, mens han spørger ind til hendes liv. Han lytter intenst, imens Joe igennem de næste otte kapitler fortæller sin overdådige og saftige livshistorie med mange facetter og rig på associationer og pludselige indskydelser.